# Coup d'État (película)

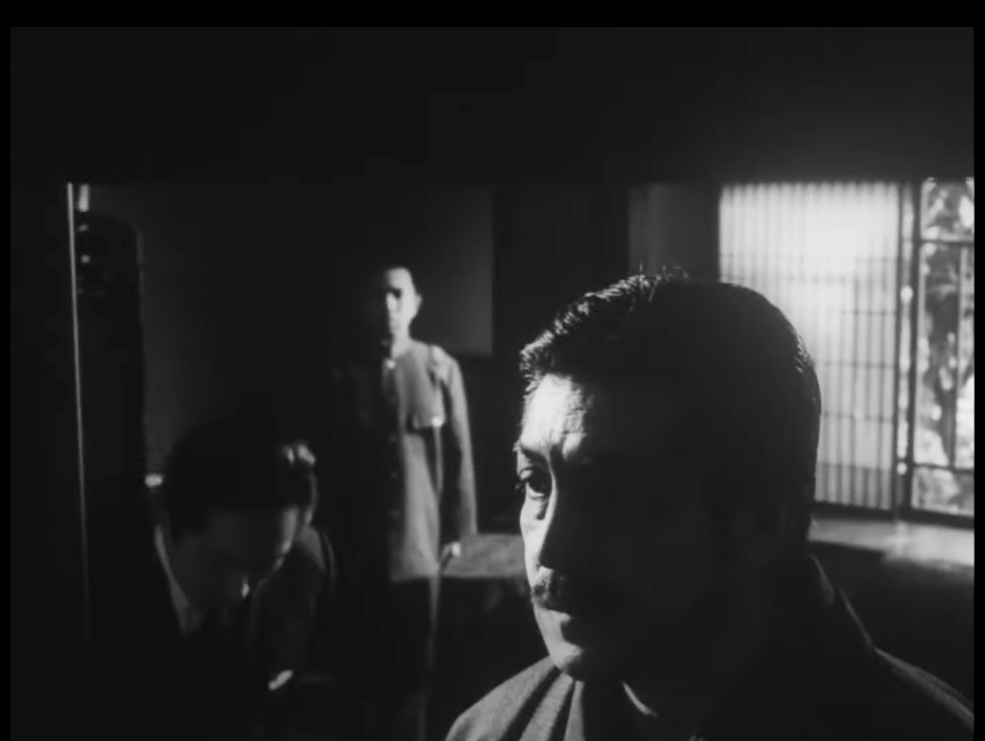
Un fotograma de Coup d’État (1973)

Coup d’État (戒厳令, Kaigenrei), también conocida como Martial Law, es una película japonesa de 1973 dirigida por Kiju Yoshida. Se trata de la tercera parte de su llamada “trilogía del radicalismo japonés”, precedida por Eros + Massacre (1969) y Purgatorio Heroica (1970).

## Argumento y contexto
Aunque la película es conocida en Occidente con la expresión francesa Coup d’État (“Golpe de Estado”), la traducción más fiel del título Kaigenrei sería «Ley marcial».
Mientras que Eros + Massacre se centra en el anarquismo y Purgatorio Heroica en el comunismo, Coup d’État completa la trilogía de Yoshida sobre el radicalismo abordando la ideología ultranacionalista o fascismo japonés. La película describe el fallido intento de golpe militar de 1936 (incidente del 26 de febrero), a través de su ideólogo Ikki Kita.
El filme nos muestra los últimos días de Kita, desplegando las bases de su pensamiento político reaccionario: militarismo, tradicionalismo, oposición a la modernización y a la apertura de Japón al resto del mundo. Para él, la tradición imperial de independencia de la nación japonesa es esencial para el bienestar del país. Para restaurarla, la democracia liberal establecida durante la era Taisho habría de ser abolida por completo. Yoshida se centra en el estado emocional del ideólogo durante la preparación del golpe y tras el fracaso del mismo.

## Estilo visual y narrativo
Kiju Yoshida consideraba Coup d’État como su película más perfecta, «en el sentido de que ningún elemento sobra». En contraste con Eros + Massacre y Heroic Purgatory, esta tercera parte resulta llamativamente sobria y lineal a nivel narrativo. Se confirma así que el estilo de cada película de la trilogía está subordinado a la ideología que describe: en este caso, las férreas ideas del protagonista y su austero estilo de vida tienen su correlato en un relativo conservadurismo cinematográfico, a diferencia del vanguardismo de las piezas anteriores.
Sin embargo, el crítico Hayley Scanlon resalta: «Quizás debido a su relativa simplicidad narrativa, Coup d'Etat es una obra maestra visual que lleva los dones especiales de Yoshida para la composición a nuevas alturas de belleza (...). La película es un inquietante laberinto de sombras y luces junto con ángulos incómodos y una partitura musical que es casi como una película de ciencia ficción». El contrapunto musical, con instrumentos electrónicos (a diferencia de las partituras más clásicas de las dos películas precedentes), introduce un claro desequilibrio en la atmósfera del filme y sugiere las contradicciones internas del protagonista, incapaz de llevar a cabo su ideal de acción y vida salvo en el terreno del pensamiento.